# Hemigymnaspis pimentae
Hemigymnaspis pimentae är en insektsart som beskrevs av Davidson och Miller 1977. Hemigymnaspis pimentae ingår i släktet Hemigymnaspis och familjen pansarsköldlöss.
Artens utbredningsområde är Dominikanska republiken. Inga underarter finns listade i Catalogue of Life.